# Epomophorus labiatus
Epomophorus labiatus es una especie de murciélago de la familia Pteropodidae.

## Distribución geográfica
Se encuentra en Burundi, Chad, República del Congo, República Democrática del Congo, Eritrea, Etiopía, Kenia, Malaui, Mozambique, Nigeria, Ruanda, Sudán, Tanzania y Uganda.

## Hábitat
Su hábitat natural son: sabanas húmedas y secas